# Raul Khajimba
Raul' Ǧjumka-ipa Xaǯymba (in georgiano რაულ ჰაჯიმბა; in abcaso Рауль Џьумка-иҧа Ҳаџьымба; Tkvarcheli, 21 marzo 1958) è un politico abcaso.
Dal settembre 2014 è Presidente dell'Abcasia, ossia Capo di Stato de facto dell'Abcasia, Stato non riconosciuto facente parte della Georgia.
Ha anche ricoperto i ruoli di Primo ministro (2003-2004), Vicepresidente (2005-2009) e Ministro della difesa (2002-2003).